# Новый мир (газета, Курган)

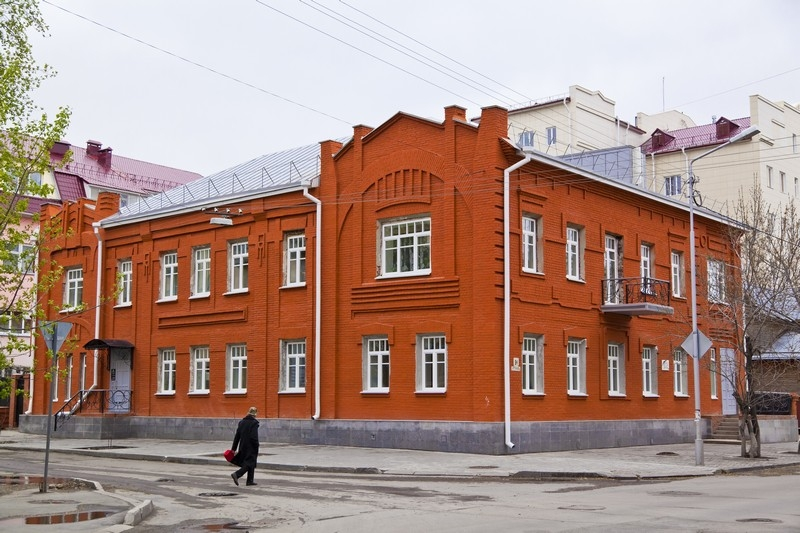
Здание редакции, г. Курган, ул. М. Горького, 84.

«Новый мир» — курганская областная общественно-политическая газета.

## История
19 сентября 1917 года (6 сентября по старому стилю) вышел первый номер газеты «Новый мир». Она была создана по инициативе революционных рабочих как орган Курганской организации РСДРП. Редактором стал прапорщик 34-го Сибирского запасного полка Михаил Николаевич Петров (Василий Иванович Буров-Петров).
После назначения Петрова комиссаром Красной гвардии газету редактировал первый председатель Совдепа Пётр Яковлевич Гордиенко, уроженец деревни Матасы Петуховского района.
20 декабря 1917 года общее собрание Курганской организации большевиков решило передать газету в ведение Совета. И с 3 января 1918 года она стала называться «Известия Курганского Совета рабочих, солдатских и крестьянских депутатов». Редактором её стал активный участник революционных событий в Кургане Ян Янович Пуриц.
После выхода 98 номеров газета в начале июня 1918 года прекратила своё существование в связи с захватом 2 июня г. Кургана белочехами. Редактор газеты Я. Я. Пуриц был ими расстрелян.
С 31 января 1920 года стала выходить ежедневная уездная газета «Красный Курган» — орган Курганского укома РКП(б), уисполкома и политотдела 5-й стрелковой дивизии.
В 1923 году был организован Курганский округ, который входил в Уральскую область, и с 11 декабря 1923 года газета «Красный Курган» стала органом окружкома партии, окрисполкома и окрпрофсовета. Такой она была до конца 1930 года.
В начале 1931 года округа были ликвидированы, и газета «Красный Курган» стала органом Курганского райкома ВКП(б), райисполкома и райпрофсовета.
В феврале 1943 года была образована Курганская область, и с марта газета обрела статус областной. Первым редактором областной газеты «Красный Курган» стал Сергей Степанович Глебов, возглавлявший её по февраль 1971 года.
21 июля 1959 года газета изменила своё название на «Советское Зауралье». Долгое время редакция располагалось по адресу г. Курган, ул. К.Маркса 106 в здании одноименного полиграфического предприятия. Яркая вывеска «Советское Зауралье» традиционно привлекала внимание пассажиров поездов проходящего рядом Транссиба.
9 сентября 1994 года в связи с изменением социально-политического строя в стране и ликвидацией Советов народных депутатов газета вернулась к своему изначальному имени и стала называться «Новый мир». В связи с тем, что в это время существовала газета «Зауралье» (ранее «Молодой ленинец», «Субботняя газета» (1991-1994), редактор Грановский, Геннадий Дмириевич), название «Зауралье» использовать было невозможно. С 2008 года редакция располагается в старинном двухэтажном здании в центре города по адресу ул. Горького 84, являющимся памятником архитектуры.

## Главные редакторы
Редакторами областной газеты («Красный Курган», «Советское Зауралье», «Новый мир») в разные годы были:
- Глебов, Сергей Степанович (сентябрь 1943 — февраль 1971)
- Иваненко, Николай Фадеевич (1971—1982)
- Хлямков, Юрий Васильевич (1982—1993)
- Прокопьев, Юрий Алексеевич (1993—1996)
- Агафонов, Юрий Петрович (1996—1 ноября 1998 )
- Толопко, Анатолий Алексеевич (1 ноября 1998 — июнь 2000)
- Менщикова, Татьяна Александровна (июнь 2000 — октябрь 2006)
- Евсеева, Галина Николаевна (октябрь 2006—2013)
- Стряпихина, Любовь Борисовна (2013 — апрель 2015)
- Целоусова, Валентина Фёдоровна (и.о. апрель 2015 — март 2016)
- Игнатова, Наталья Юрьевна (с марта 2016 года)
- Кузеванова Нина Александровна (по 2021)
- Ланских Анастасия Олеговна (с 2021)

## Ценности
На протяжении всей своей более чем 90-летней истории газета являлась и остается объективным летописцем событий, борется за права и свободы человека, отстаивает такие нетленные ценности, как добро, милосердие, справедливость, право человека на достойную жизнь.

## Награды
Заслуги редакции отмечены наградами:
- Орден Трудового Красного Знамени, 5 октября 1967 года, за плодотворную работу по коммунистическому воспитанию трудящихся Курганской области, мобилизации их на выполнение задач хозяйственного и культурного строительства и в связи с 50-летием со дня выхода первого номера. 21 октября 1967 года орден вручил первый секретарь обкома КПСС Ф.К. Князев.
- Почётная грамота Президиума Верховного Совета РСФСР
- Медали ВДНХ
- Дипломы и призы Союза журналистов России
- Региональные дипломы и благодарственные письма